# Зоопарк Чанчунь
Зоопарк Чанг-чун (长春 动物园 cháng-chūn dòng-wù-yuán) — зоопарк в місті Чанчунь, адміністративному центрі провінції Гірін (Цзілінь).

## Події
- 29 червня 2007 встановилася спекотна погода, яку дуже важко переносять тварини в зоопарку. У зв'язку з цим співробітники зоопарку побудували маленький плавальний басейн для слонів. Тепер відвідувачі можуть спостерігати, як гіганти занурюються у воду і весело граються.
- 15 липня 2007 собака врятував від голодної смерті двох дитинчат амурского тигра, від яких відмовилася мати-тигриця.
- У цьому зоопарку відбулося справжнє тигрине весілля. Білий тигр на ім'я Зорро повів до вінця тигриці Леле. На свято прийшли сусіди по клітин, а також мешканці навколишніх будинків. Наречена прибула на кареті, побудованої спеціально для церемонії. Після того, як тигри офіційно поєдналися шлюбом, небо осяяло феєрверками.